# Zenia Mertens
Zenia Mertens (27 februari 2001) is een voetbalspeelster uit België.
Mertens speelt voor Oud-Heverlee Leuven in de Belgische Superleague en voor het Belgisch voetbalelftal.

## Statistieken
| Seizoen | Club      | Land   | Competitie | Wedstrijden | Doelpunten |
| ------- | --------- | ------ | ---------- | ----------- | ---------- |
| 2019/20 | OH Leuven | België | SUL        |             |            |
| 2020/21 | OH Leuven | België | SUL        |             |            |
| Totaal  | Totaal    | Totaal | Totaal     | --          | --         |

Laatste update: juni 2021

## Interlands
Mertens speelde voor alle nationale teams van O15 tot O21, en kwam ook uit voor de Red Flames.